# Eduardo Sturla
Eduardo Martín Sturla, né le 20 novembre 1974 à Buenos Aires en Argentine est un triathlète professionnel, multiple vainqueur sur triathlon Ironman.

## Palmarès
Le tableau présente les résultats les plus significatifs (podium) obtenus sur le circuit international de triathlon et de duathlon depuis 2001.
| Année | Compétition                                      | Pays       | Position           | Temps           |
| ----- | ------------------------------------------------ | ---------- | ------------------ | --------------- |
| 2012  | Ironman Wisconsin                                | États-Unis | Médaille d'argent  | 8 h 46 min 29 s |
| 2011  | Ironman Brésil                                   | Brésil     | Médaille d'or      | 8 h 15 min 3 s  |
| 2010  | Championnat d'Argentine duathlon longue distance | Argentine  | Médaille d'argent  | Timing          |
| 2010  | Ironman Mexique                                  | Mexique    | Médaille de bronze | 8 h 24 min 48 s |
| 2009  | Ironman Brésil                                   | Brésil     | Médaille d'or      | 8 h 13 min 39 s |
| 2008  | Ironman Brésil                                   | Brésil     | Médaille d'or      | 8 h 28 min 21 s |
| 2008  | Championnat d'Argentine longue distance          | Argentine  | Médaille d'or      | Timing          |
| 2007  | Ironman Brésil                                   | Brésil     | Médaille de bronze | 8 h 29 min 26 s |
| 2007  | Championnat d'Argentine longue distance          | Argentine  | Médaille d'or      | Timing          |
| 2006  | Ironman Floride                                  | États-Unis | Médaille de bronze | Timing          |
| 2003  | Ironman Brésil                                   | Brésil     | Médaille de bronze | 8 h 23 min 0 s  |
| 2002  | Ironman Brésil                                   | Brésil     | Médaille de bronze | Timing          |
| 2001  | Ironman Brésil                                   | Brésil     | Médaille d'or      | 8 h 11 min 10 s |